# Фелин и Грациан
Фелин и Грациан (лат. Felinus, Gratian, + III век) — воины, мученики.

## Агиография
Святые Фелин и Грациан пострадали в Перудже во времена императора Декия. Их мощи были перенесены из Ароны, Италия в Милан в 930 году.

## Память
День памяти — 1 июня, 13 марта вместе с Карпофором и Фиделием.
Ежегодно в Ароне 13-го марта отмечается память святых Фелина и Грациана. В Ароне находится церковь святого Грациана.

## Источник
- Fros H., Sowa F., Księga imion i świętych, t. 2, Kraków 1997, ISBN 83-7097-374-4